# Prezzo unico nazionale
Der prezzo unico nazionale, Akronym PUN, (deutsch nationale Einheitspreis) ist der einheitliche Kaufpreis an der Strombörse für alle sechs italienischen Gebotszonen.
Der PUN stellt eine Besonderheit im europäischen Strommarkt dar: Während üblicherweise wie z. B. in den skandinavischen Gebotszonen bei der Day-Ahead-Auktion der Kaufpreis für eine Megawattstunde Strom, den jeder Käufer zahlen muss, genau dem Verkaufspreis entspricht, den jeder Verkäufer erhält, gilt in Italien eine Vereinheitlichung des Kaufspreises für alle italienischen Gebotszonen. Während alle Käufer (außer Pumpspeicherkraftwerke und Importeure) in allen Gebotszonen den PUN-Preis bezahlen, erhalten die Verkäufer den Preis, der in der jeweiligen Gebotszone zu Stande gekommen ist.
Der PUN wird durch GME (Gestore dei Mercati Energetici) veröffentlicht. GME definiert die Berechnung des PUN folgendermaßen: Der PUN entspricht dem Durchschnitt der Preise der Gebotszonen, gewichtet mit den für diese Gebieten gekauften Mengen. Dabei werden Einkaufsmengen von Pumpspeicherkraftwerken und Importmengen jeweils bei diesen Gebietsmengen außer Betracht gelassen.
Der PUN wird im Rahmen des price couplings of regions durch den Euphemia Algorithmus kalkuliert.